# Greg Rutherford
Greg Rutherford, född 17 november 1986 i Milton Keynes i Storbritannien, brittisk friidrottare som tävlar i längdhopp och 100 meter. Hans hemmaklubb är Marshall Milton Keynes AC. Rutherford tog en silvermedalj i längdhoppet i EM i friidrott 2006 i Göteborg med ett hopp på 8,13 m. Han tog OS-guld i London 2012. Hans personbästa är 8,51 m.